# ホセ・サロメ・ピナ
ホセ・サロメ・ピナ（José Salomé Pina、1830年 - 1909年6月7日）は、メキシコの画家である。サンチャゴ・レブルやホセ・マリア・ベラスコ・ゴメスと並んで、19世紀のメキシコを代表する画家の一人である。

## 略歴
メキシコシティで生まれた。メキシコシティの美術学校、アカデミア・デ・サン・カルロスでスペイン出身の画家、ペレグリ・クラーベに学んだ。22歳で旧約聖書のエピソードを題材にした作品を出展して注目され、翌年の作品も評価された。1854年にローマ留学の奨学金の得られるコンクールに優勝し、ローマに留学し、帰国後、1856年にはパリに留学する奨学金を得て、シャルル・グレールの工房で学んだ。パリで描いた作品2点はアカデミア・デ・サン・カルロスに送られ、後にメキシコ国立美術館に収蔵されている。
1860年頃、再びローマに移り、ニコラ・コンソーニ(Nicola Consoni: 1814–1884)やポール・ガリオ(Paul Césaire Gariot: 1811–1880) に学んだ 。1865年にはメキシコ皇帝マクシミリアンとピウス9世の会見を題材に大作の依頼を受け、制作の準備を進めたが、帝政の終焉やピナのアカデミー教授就任などのために完成することはなかった。
ペレグリ・クラーベが1868年にスペインに帰国するため、後任のアカデミア・デ・サン・カルロスの教授に選ばれた。ピナはスペインのプラド美術館などを訪ねた後、帰国し1869年からアカデミーの教授の仕事を継いだ。サロメ・ピナに学んだ学生には、レアンドロ・イサギレやフェリックス・パラがいる。晩年はメキシコで宗教美術への関心が薄れたため学生からの人気は無くなっていいたとされる。
1909年に亡くなった。

## 作品

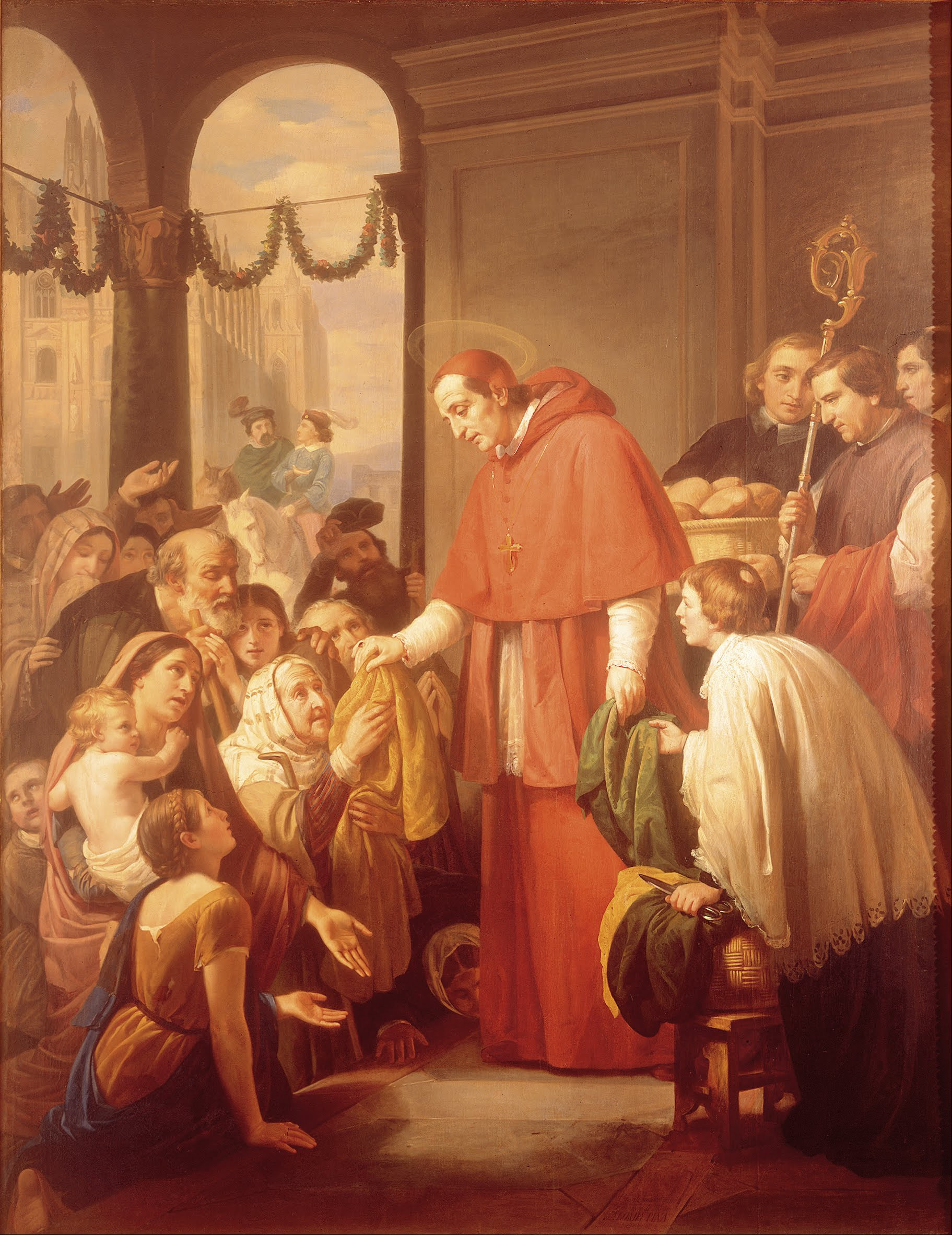
「人々に施しをする聖カルロ」(1853)、メキシコ国立美術館蔵
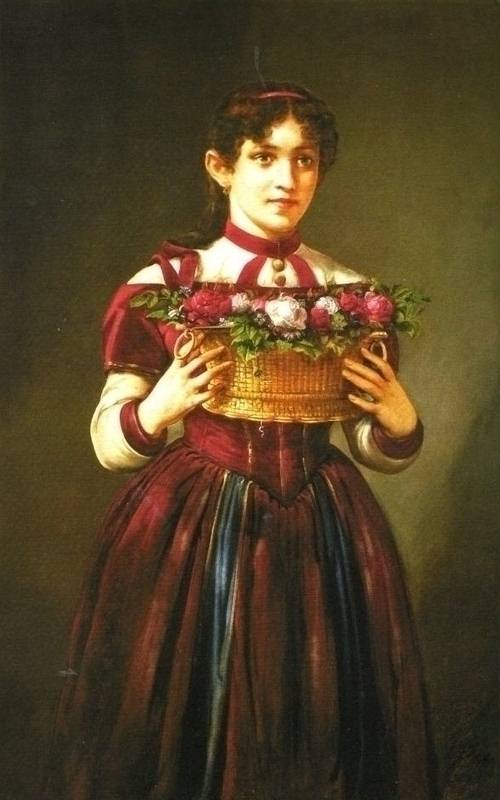
「花を持つ少女」
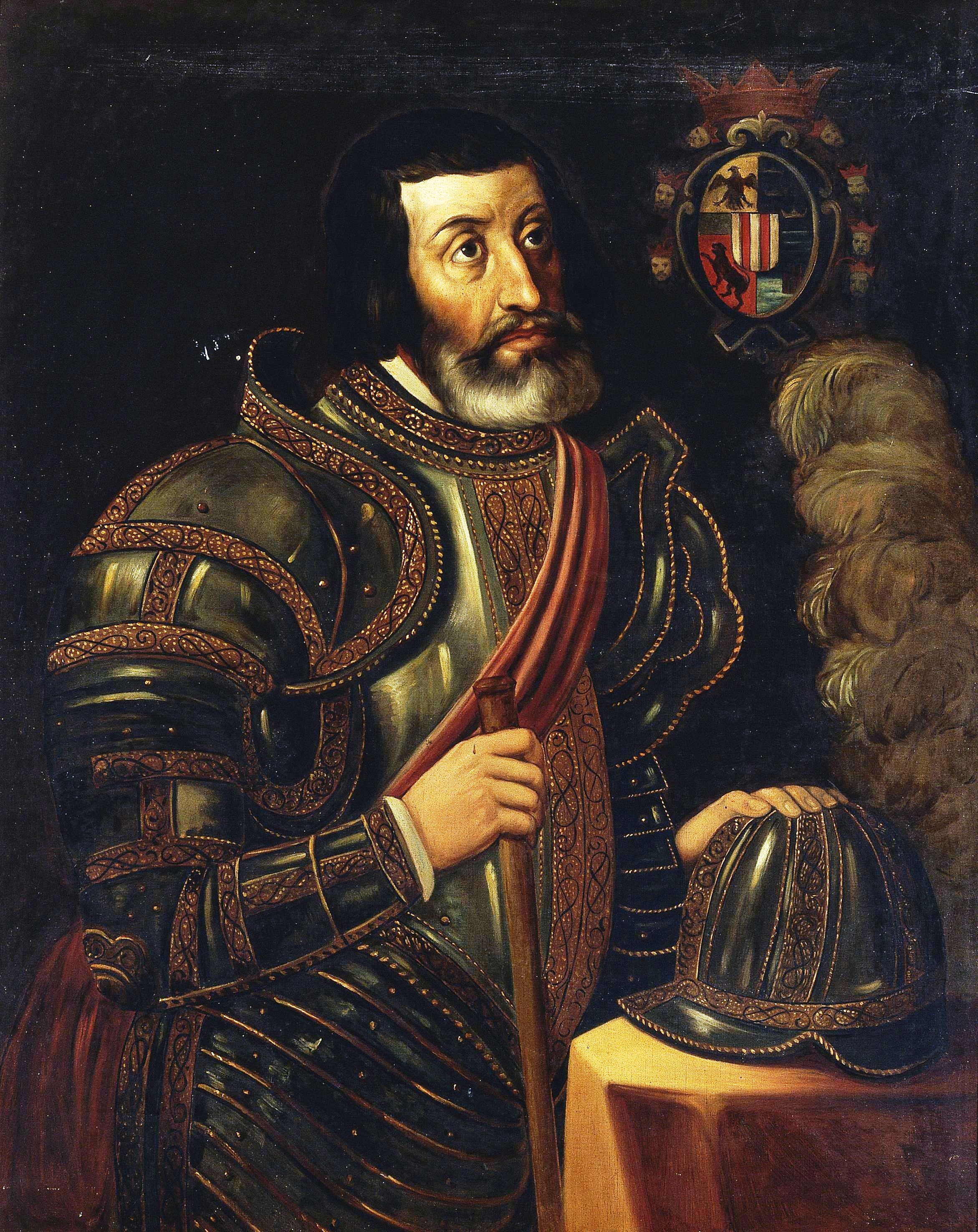
「征服者エルナン・コルテス」(c.1879)、プラド美術館の肖像画の模写作品、